# Paracaroides pauliani
Paracaroides pauliani là một loài bướm đêm trong họ Noctuidae.